# Son de artesa
Se le llama "son de artesa" a dos variantes importantes del son mexicano que tienen aspectos en común y cercanía geográfica. Por una parte, puede ser sinónimo de son de tarima en la montaña de Guerrero, especialmente en la población de Tixtla, el cual es muy similar al que se ejecuta en la Costa del mismo estado en la ciudad de Cruz Grande. Por otro lado, se le llama son de artesa al son que ejecutan los pueblos negros de la costa este de Guerrero y la costa oeste de Oaxaca, en México. Como todos los sones mexicanos, su origen se remite a tiempos de la colonia; según cuentan los relatos orales, los afro-mestizos comenzaron a bailar sobre sus canoas hechas con troncos de parota para celebrar su libertad y pisotear simbólicamente a los opresores españoles. Nacida la necesidad del baile se creó la artesa del mismo árbol para que sirviera de tarima.
La artesa es un cajón cuadrilongo que mide entre tres y cuatro metros de largo por uno y medio de alto, y tiene labrada en sus costados la forma de un animal, sea caballo, toro o lagarto. Según las personas mayores de la región, al inicio la artesa debía ser construida con la forma "del mejor pescado", pero después le labraron formas de animales europeos para simbolizar que estaban pateando a los penisnulares. Anteriormente se utilizaba en celebraciones comunitarias, sobre todo, en bodas y en la fiesta de Santiago (celebrada el 25 de julio), ahora su uso se limita a encuentros culturales en la región. La artesa se ejecuta con los pies en un baile que se llama "zapateado" aunque dicho zapateo se lleva a cabo descalzo, esta forma de bailar, resulta en una sonoridad grave que se combina con el resto de la percusión resultando un sonido profundo y rítmico.
El número de músicos partícipes en el son de tarima (Tixtla) es variable, pero en la mayor parte de las ocasiones son tres, ejecutando instrumentos como la vihuela,  el cajón y el arpa. El son de tarima se zapatea con botas de tacón, lo que hace que la tarima o artesa tenga un sonido más intenso que el del resto de los instrumentos.
El son de tarima tiene cuatro variantes: petenera, jarabe, toro y son discreto. Está fuertemente influido por la raíz cultural negra de la Costa Chica.
El son de artesa solo se ejecuta en dos comunidades: El Ciruelo, municipio de Pinotepa Nacional y San Nicolás, municipio de Cuajinicuilapa; los cuales son parte de un corredor geográfico-cultural autodenominado "pueblos negros". En el resto de dichos pueblos, a la gente le gusta mucho participar zapateando el son. 
Según la narrativa oral regional, el son de artesa llegó proveniente de África; sin embargo por las características rítmicas, melódicas y armónicas, es evidente que el ritmo africano está combinado con elementos que comparten todos los sones de México, en los cuales se combinan aspectos afros, indígenas y españoles.
El son de artesa de los pueblos negros se ejecuta con un gran cajón de madera con parche de cuero llamado "cajón de tamboreo", el cual puede ser ejecutado por varias personas a la vez, la huacharasca que es una pequeña sonaja alargada hecha de un trozo de bejuco o bambú hueco lleno de semillas  similar a un huache o un guasá colombiano, la artesa, las voces y las melodías instrumentales que están a cargo del violín, el cual ocasionalmente se puede suplir con una guitarra requinto.